# Luigi Anaclerio
Luigi Anaclerio (Bari, 25 marzo 1981) è un allenatore di calcio ed ex calciatore italiano, di ruolo attaccante, tecnico in seconda del Monopoli.

## Carriera
Cresce nelle giovanili del Bari, con le quali vince il Campionato Primavera nel 1999-2000. Veniva definito dall'allenatore del Bari Fascetti come un piccolo Rivaldo. Tra l'estate 2001 ed il gennaio 2003 segna 10 gol in 34 partite di Serie B e altre 2 reti in Coppa Italia. A gennaio passa al Como, nella massima serie, riuscendo a vedere il campo 5 volte.
La stagione 2003-2004 la passa al Treviso, nuovamente in cadetteria, dove segna 4 reti in 39 presenze. A questa esperienza segue un ritorno a Bari, dove rimarrà per due anni, disputando 56 partite e segnando appena 4 volte. Nella sua seconda avventura a Bari realizza anche 2 gol in Coppa Italia.
Nell'estate del 2006 passa all'Hellas Verona, e a causa di un infortunio disputa solo spezzoni di gara. Nel calciomercato di gennaio 2007 viene ceduto in prestito al Perugia. Nell'estate seguente è riscattato dall'Hellas Verona (era in compartecipazione con il Bari), e viene ceduto nuovamente al Perugia con la formula del prestito con diritto di riscatto per la metà del cartellino. A fine campionato il Perugia rinuncia al riscatto ed Anaclerio torna all'Hellas Verona per fine prestito.
Il 7 agosto 2009 lo acquista l'Andria BAT.
Il 27 settembre 2011 firma un contratto annuale con il Bisceglie militante nel campionato di Eccellenza Pugliese. A fine stagione rimane svincolato.
Il 7 marzo 2014 passa al Trani. Il 3 settembre 2014 passa all'Atletico Mola, militante nel campionato di Eccellenza pugliese.
Il 19 marzo 2015 passa all' Omnia Bitonto in Prima Categoria, contribuendo a far salire la squadra prima in Promozione, poi in Eccellenza. Si ritira dal calcio giocato al termine della stagione 2016-2017.
Appesi gli scarpini al chiodo dalla stagione 2017-2018 diviene allenatore in seconda prima dell'Omnia, poi a seguito della promozione in Serie D e del conseguente cambio di denominazione, del Bitonto. Il 18 dicembre 2023 assume ad interim la guida della prima squadra del Monopoli, in Serie C. Il 29 dicembre seguente con la nomina di Roberto Taurino come tecnico della prima squadra, torna ad assumere la carica di vice allenatore.

## Statistiche

### Statistiche da allenatore
Statistiche aggiornate al 29 dicembre 2023.
| Stagione        | Squadra         | Campionato      | Campionato | Campionato | Campionato | Campionato | Coppe nazionali | Coppe nazionali | Coppe nazionali | Coppe nazionali | Coppe nazionali | Coppe continentali | Coppe continentali | Coppe continentali | Coppe continentali | Coppe continentali | Altre coppe | Altre coppe | Altre coppe | Altre coppe | Altre coppe | Totale | Totale | Totale | Totale | % Vittorie | Piazzamento |
| Stagione        | Squadra         | Comp            | G          | V          | N          | P          | Comp            | G               | V               | N               | P               | Comp               | G                  | V                  | N                  | P                  | Comp        | G           | V           | N           | P           | G      | V      | N      | P      | %          | Piazzamento |
| --------------- | --------------- | --------------- | ---------- | ---------- | ---------- | ---------- | --------------- | --------------- | --------------- | --------------- | --------------- | ------------------ | ------------------ | ------------------ | ------------------ | ------------------ | ----------- | ----------- | ----------- | ----------- | ----------- | ------ | ------ | ------ | ------ | ---------- | ----------- |
| dic. 2023       | Monopoli        | C               | 1          | 0          | 1          | 0          | CI-C            | -               | -               | -               | -               | -                  | -                  | -                  | -                  | -                  | -           | -           | -           | -           | -           | 1      | 0      | 1      | 0      | &0,00      | ad interim  |
| Totale carriera | Totale carriera | Totale carriera | 1          | 0          | 1          | 0          |                 | 0               | 0               | 0               | 0               |                    | -                  | -                  | -                  | -                  |             | -           | -           | -           | -           | 1      | 0      | 1      | 0      | 0,00       |             |

## Palmarès

### Club

#### Competizioni nazionali
- Coppa Italia Dilettanti: 1

Bisceglie: 2011-2012